# Hrana
Ljudska hrana tvari su koje apsorpcijom u ljudskom organizmu doprinose očuvanju njegove homeostaze. Ona čovjeku omogućava svakodnevne aktivnosti.
Hranu u užem smislu čine sljedeći sastojci:
- Ugljikohidrati
- Bjelančevine
- Masti
- Vitamini
- Minerali

Ljudska hrana može biti životinjskog i biljnog podrijetla.

## Proizvodnja hrane
U predindustrijskom društvu čovjek je hranu sam uzgajao, a ponekad i prodavao, dok se danas proizvodnjom hrane bavi manji dio društva. Danas su razvijene:
- mesna industrija (meso i mesne prerađevine, kobasice, šunke, paštete)
- mliječna industrija (mlijeko, jogurti, vrhnja, sirevi, mliječni namazi)
- ribarska industrija (ulov i konzerviranje ribe, riblje paštete)
- pekarska industrija

### Kontrola kvalitete
Kako nekonzervirana hrana podliježe kvarenju (što može dovesti do epidemija), razvijeni su sustavi kontrole kvalitete hrane, od proizvođača do mjesta kupnje, najpoznatiji je HACCP.

### Proizvodno-potrošačkilanac
- proizvodnja hrane
- transport do skladišta veletrgovine
- transport do malih trgovina

## Vanjske poveznice
|  | Zajednički poslužitelj ima još gradiva o temi Hrana |

- Gotova hrana Hrvatska tehnička enciklopedija, portal hrvatske tehničke baštine. LZMK

- Sigurnost i kvaliteta hrane Hrvatska tehnička enciklopedija, portal hrvatske tehničke baštine. LZMK

- Nova hrana Hrvatska tehnička enciklopedija, portal hrvatske tehničke baštine. LZMK